# Okręg wyborczy nr 80 do Senatu Rzeczypospolitej Polskiej
Okręg wyborczy nr 80 do Senatu Rzeczypospolitej Polskiej obejmuje obszar miasta na prawach powiatu Katowic (województwo śląskie). Wybierany jest w nim 1 senator na zasadzie większości względnej.
Utworzony został w 2011 na podstawie Kodeksu wyborczego. Po raz pierwszy zorganizowano w nim wybory 9 października 2011. Wcześniej obszar okręgu nr 80 należał do okręgu nr 30.
Siedzibą okręgowej komisji wyborczej są Katowice.

## Reprezentanci okręgu
| Rok | Rok  | Senator          | Komitet wyborczy                           |
| --- | ---- | ---------------- | ------------------------------------------ |
|     | 2011 | Kazimierz Kutz   | KWW Kazimierza Kutza                       |
|     | 2015 | Andrzej Misiołek | Platforma Obywatelska RP                   |
|     | 2019 | Marek Plura      | KKW Koalicja Obywatelska PO .N iPL Zieloni |
|     | 2023 | Maciej Kopiec    | Nowa Lewica                                |

## Wyniki wyborów
Symbolem „●” oznaczono senatora ubiegającego się o reelekcję.

### Wybory parlamentarne 2011
| Kandydat                                                                                      | Kandydat             | Komitet wyborczy                         | Głosów | Głosów | Głosów |
| Kandydat                                                                                      | Kandydat             | Komitet wyborczy                         | Liczba | %      | +/–    |
| --------------------------------------------------------------------------------------------- | -------------------- | ---------------------------------------- | ------ | ------ | ------ |
|                                                                                               | Kazimierz Kutz       | KWW Kazimierza Kutza                     | 81 662 | 60,51  | –      |
|                                                                                               | Jan Wojtyła          | Prawo i Sprawiedliwość                   | 32 905 | 24,38  | –      |
|                                                                                               | Elżbieta Postulka    | KWW Konfederacja Godność i Praworządność | 11 727 | 8,69   | –      |
|                                                                                               | Jarosław Ławrynowicz | Polska Partia Pracy – Sierpień 80        | 8665   | 6,42   | –      |
| Frekwencja: 56,18% Liczba głosów ważnych: 134 959 (96,34%) Źródło: Państwowa Komisja Wyborcza |                      |                                          |        |        |        |

### Wybory parlamentarne 2015
| Kandydat                                                                                      | Kandydat            | Komitet wyborczy           | Głosów | Głosów | Głosów |
| Kandydat                                                                                      | Kandydat            | Komitet wyborczy           | Liczba | %      | +/–    |
| --------------------------------------------------------------------------------------------- | ------------------- | -------------------------- | ------ | ------ | ------ |
|                                                                                               | Andrzej Misiołek ●  | Platforma Obywatelska RP   | 42 863 | 31,96  | –      |
|                                                                                               | Jan Wojtyła         | Prawo i Sprawiedliwość     | 39 445 | 29,41  | +5,03  |
|                                                                                               | Ilona Kanclerz      | Nowoczesna Ryszarda Petru  | 24 887 | 18,56  | –      |
|                                                                                               | Bogusław Ciok       | KWW Kukiz’15               | 21 001 | 15,66  | –      |
|                                                                                               | Zbigniew Wrzesiński | Stronnictwo Pracy          | 3380   | 2,52   | –      |
|                                                                                               | Bogdan Surowiec     | Polskie Stronnictwo Ludowe | 2545   | 1,90   | –      |
| Frekwencja: 57,31% Liczba głosów ważnych: 134 121 (97,71%) Źródło: Państwowa Komisja Wyborcza |                     |                            |        |        |        |

● Andrzej Misiołek reprezentował w Senacie VIII kadencji (2011–2015) okręg nr 71.

### Wybory parlamentarne 2019
| Kandydat                                                                                      | Kandydat           | Komitet wyborczy                           | Głosów | Głosów | Głosów |
| Kandydat                                                                                      | Kandydat           | Komitet wyborczy                           | Liczba | %      | +/–    |
| --------------------------------------------------------------------------------------------- | ------------------ | ------------------------------------------ | ------ | ------ | ------ |
|                                                                                               | Marek Plura        | KKW Koalicja Obywatelska PO .N iPL Zieloni | 92 332 | 62,15  | +11,64 |
|                                                                                               | Bronisław Korfanty | Prawo i Sprawiedliwość                     | 56 228 | 37,85  | +8,44  |
| Frekwencja: 67,56% Liczba głosów ważnych: 148 560 (96,54%) Źródło: Państwowa Komisja Wyborcza |                    |                                            |        |        |        |

### Wybory parlamentarne 2023
| Kandydat                                                                                      | Kandydat        | Komitet wyborczy         | Głosów | Głosów | Głosów |
| Kandydat                                                                                      | Kandydat        | Komitet wyborczy         | Liczba | %      | +/–    |
| --------------------------------------------------------------------------------------------- | --------------- | ------------------------ | ------ | ------ | ------ |
|                                                                                               | Maciej Kopiec   | Nowa Lewica              | 86 070 | 51,50  | –      |
|                                                                                               | Leszek Piechota | Prawo i Sprawiedliwość   | 45 420 | 27,18  | –10,67 |
|                                                                                               | Jerzy Markowski | KWW Jerzego Markowskiego | 35 643 | 21,33  | –      |
| Frekwencja: 78,74% Liczba głosów ważnych: 167 133 (97,33%) Źródło: Państwowa Komisja Wyborcza |                 |                          |        |        |        |